# Decoder
Decoder (рус. Декодер) — сценический псевдоним Даррена Била (англ. Darren Beale), британского диджея и продюсера, работающего в жанре драм-н-бейс, участника группы Kosheen. В настоящее время также выступает под псевдонимом dubspeeka в стиле Techno.

## Биография
Даррен выступал под разными именами. Он продолжал развивать глубокий джангл-саунд под псевдонимами Orca и Koda на лейблах Lucky Spin и Deejay Recordings (подлейбл Lucky Spin). Здесь, в 1994, выходит эпический Tranquility to Earth.
В 1994 году Даррен Бейл знакомится с Марком Каро, более известным как Technical Itch, и уже в 1995 начинает выпускаться на Tech Itch Recordings под псевдонимом Decoder. В 1997 выходит знаменитый Decoded EP. Имя Decoder появляется на таких лейблах, как Breakbeat Culture, Tech Itch Recordings, Hard Leaders, 31 Records и Audio Couture.
Следующий релиз Даррена — Encrypted EP, вышедший в 1999. Encrypted EP вместе с Headlock / Deception, выпущенный совместно с Марком Каро на Tech Itch Recordings, дали понять — Decoder не намерен останавливаться. Под конец года у Даррена накопилось достаточно материала для выпуска альбома. Dissection, вышедший на Hard Leaders, был так же непредсказуем и оригинален, как и все предыдущие работы Даррена. В это же время Decoder делает ремиксы для таких деятелей драм-н-бейс сцены как Photek (Rings Around Saturn), Adam F (Dirty Harry), Alan McGee (The Chemical Pilot).